# Шлезвіг (Вісконсин)
Шлезвіг (англ. Schleswig) — місто (англ. town) в США, в окрузі Манітовок штату Вісконсин. Населення — 1912 особи (2020).

## Демографія
Згідно з переписом 2010 року, у місті мешкали 1963 особи в 763 домогосподарствах у складі 602 родин. Було 965 помешкань
Расовий склад населення:
| - 97,9 % — білих - 0,7 % — корінних американців - 0,3 % — чорних або афроамериканців - 0,3 % — азіатів |

До двох чи більше рас належало 0,7 %. Частка іспаномовних становила 1,2 % від усіх жителів.
За віковим діапазоном населення розподілялося таким чином: 21,7 % — особи молодші 18 років, 64,0 % — особи у віці 18—64 років, 14,3 % — особи у віці 65 років та старші. Медіана віку мешканця становила 45,2 року. На 100 осіб жіночої статі у місті припадало 105,1 чоловіків;  на 100 жінок у віці від 18 років та старших — 108,8 чоловіків також старших 18 років.
Середній дохід на одне домашнє господарство  становив 77 118 доларів США (медіана — 60 625), а середній дохід на одну сім'ю — 88 699 доларів (медіана — 77 813). Медіана доходів становила 50 536 доларів для чоловіків та 39 091 долар для жінок. За межею бідності перебувало 5,2 % осіб, у тому числі 4,5 % дітей у віці до 18 років та 2,4 % осіб у віці 65 років та старших.
Цивільне працевлаштоване населення становило 1132 особи. Основні галузі зайнятості: виробництво — 32,8 %, освіта, охорона здоров'я та соціальна допомога — 20,4 %, мистецтво, розваги та відпочинок — 7,5 %, роздрібна торгівля — 6,8 %.